# فرانز همبرغر
فرانز همبرغر (بالألمانية: Franz Hamburger)‏ هو طبيب أطفال نمساوي، ولد في 14 أغسطس 1874 في Pitten ‏ في النمسا، وتوفي في 29 أغسطس 1954 في فوكلابروك في النمسا.